# Élection présidentielle américaine de 1992 en Alaska
 (juin 2023).
L'élection présidentielle américaine de 1992 en Alaska a lieu le 3 novembre 1992 comme dans les 49 autres États ainsi que le district de Columbia. Les électeurs choisissent des grands électeurs pour les représenter dans le collège électoral à travers un vote populaire. L'Alaska possède en 1992 3 grands électeurs. L'État donne tous ses grands électeurs au candidat du Parti républicain, le président sortant George H. W. Bush. 
Le candidat vainqueur de ce scrutin dans tout le pays sera néanmoins le candidat démocrate Bill Clinton, qui occupera la présidence des États-Unis du 20 janvier 1993 au 20 janvier 2001, ayant été réélu en 1996.  